# Fülme
Fülme wcześniej (od Fäulnis, Sümpfe) – dawna wieś, część miasta Porta Westfalica. 
Na południu graniczy z Rinteln, powiat Minden-Lübbecke, Nadrenia Północna-Westfalia, rejencja Detmold. Leży w dolinie nad rzeką Wezerą u podnóża wichrowego wzgórza Wassergebirge, obecnie wieś jest częścią dzielnicy Eisbergen. Według legendy wydarzenie związane z Exodus Hamelensis zapoczątkowane na tych ziemiach w roku 1284 dały początek saskiemu osadnictwu na ziemiach polskich i czeskich.